# Фегей
Феге́й (грец. Φηγέας) — 1) син Афея, брат Форонея, володар Фегеї в Аркадії; очистив Алкмеона від убивства матері, але згодом сам звелів ного вбити; 2) троянець, Дареїв син, що загинув від руки Діомеда ; 3) супутник Енея.